# Olímpico Pirambu FC
Der Olímpico Pirambu Futebol Clube, in der Regel nur kurz Olímpico de Pirambu genannt, ist ein Fußballverein aus Pirambu im brasilianischen Bundesstaat Sergipe.
Aktuell spielt der Verein in der vierten brasilianischen Liga, der Série D.

## Geschichte
Der Verein wurde am 4. Oktober 1931 in Aracaju als Siqueira Campos Futebol Clube gegründet. 1939 änderte der Verein seinen Namen in Olímpico Futebol Clube. 1996 wechselte der Verein aufgrund finanzieller Probleme nach Itabi. Über Carmópolis und Lagarto zog man 2005 nach Pirambu. Im gleichen Jahr wurde der Vereinsname in Olímpico Pirambu Futebol Clube geändert. 

## Erfolge
- Staatsmeisterschaft von Sergipe: 1946, 1947, 2006
- Staatsmeisterschaft von Sergipe – Segunda Divisão: 1985, 1987, 2005

## Stadion
Der Verein trägt seine Heimspiele im Estádio Municipal Prefeito André Moura, auch unter dem Namen Estádio André Moura bekannt, in Pirambu aus. Das Stadion hat ein Fassungsvermögen von 5000 Personen.